# Teala Dunn
Teala Dunn (Nueva Jersey; 8 de diciembre de 1996) es una actriz, cómica, cantante y youtuber estadounidense. Como productora y gestora audiovisual, sus contenidos se centran en temas relacionados con la moda, belleza y estilo de vida. Dunn forma parte de Personas por el Trato Ético de los Animales, una organización de derechos de los animales.
Ha sido portada de varias revistas de entretenimiento como Cliché, Mad Sounds, Unpopular Style y Prune.

## Biografía
Nació en Nueva Jersey. Teala creció y vivió junto con su hermana Lyanna Dunn (quien es oficial de la marina). Empezó su carrera como actriz en 2002. Dunn es conocida por su papel recurrente como Juanita en la serie de Nickelodeon, The Naked Brothers Band y como la voz de la Tortuga Tuck en Wonder Pets.
Dunn hizo apariciones en Ley & Orden y Ley & Orden: SVU. En la gran pantalla, ha actuado junto con Elle Fanning y Patricia Clarkson en Phoebe in Wonderland, la cual se estrenó en el Sundance Film Festival en 2008. Dunn también apareció junto a Felicity Huffman en Transamerica, y su voz se puede escuchar como la de un conejo en la película de Disney Encantada. También apareció en Shake It Up! como la némesis infantil de Dina. Apareció en Enlisted como la hija adolescente del Sargento Comandante Donald Cody.
Fue una de las presentadoras de los premios Streamy en la edición 2016 (evento presentado en vivo en YouTube). En 2018 recibió una nominación a los premios Shorty, en la categoría Best Breakout YouTuber. En 2019 participó de un anunció que promovía la disección virtual, como parte de una campaña de Personas por el Trato Ético de los Animales, una organización que lucha por los derechos de los animales. Dunn junto con varias celebridades se han asociado a esta organización que busca «promover la bondad hacia los animales».
Además del cine, también ha incursionado como youtuber. Sus temas se centran en la moda, belleza, entretenimiento y estilo de vida y, en abril de 2022, se asoció con la red de medios digitales Brat TV para la producción del pódcast Anonymously Yours.

## Filmografía

### Cine
| Año  | Título                                       | Papel         | Notas             | Refs   |
| ---- | -------------------------------------------- | ------------- | ----------------- | ------ |
| 2005 | Transamérica                                 | Niña pequeña  |                   |        |
| 2007 | Encantada                                    | Bunny (voz)   | Actor de voz      | [ 7 ]  |
| 2008 | Phoebe in Wonderland                         | Jenny         |                   |        |
| 2017 | School Spirits                               | Morgan Walker | Reparto principal |        |
| 2018 | Lego DC Super Hero Girls: Super-Villain High | Bumblebee     | Actor de voz      | [ 13 ] |
| 2022 | Crush                                        | Stacey Clark  |                   | [ 14 ] |
| 2022 | Spoonful of Sugar                            | Samantha      | Reparto principal |        |

### Televisión
| Año       | Título                                     | Papel                            | Notas                                  |
| --------- | ------------------------------------------ | -------------------------------- | -------------------------------------- |
| 2002      | Ley & Orden: Unidad de Víctimas Especiales | Nina                             | Episodio: "Dolls"                      |
| 2006–2013 | Las mascotas maravilla                     | Tuck (voz)                       | Papel principal, 82 episodios          |
| 2007      | Queens Supreme                             | Cherise                          | Episodio: "That Voodoo That You Do"    |
| 2007–2009 | The Naked Brothers Band                    | Juanita                          | Papel recurrente, 8 episodios          |
| 2010–2012 | Are We There Yet?                          | Lindsey Kingston-Persons         | Papel principal, 83 episodios          |
| 2012      | Shake It Up!                               | Gina                             | Episodio: "Parent Trap It Up"          |
| 2012      | Teens Wanna Know                           | Invitada                         | 2 episodios                            |
| 2013      | The Crazy Ones                             | Taylor                           | Episodio: Bad Dad                      |
| 2013-2014 | AwesomenessTV                              | Teala, Angelica Fratelli, Alanna | 8 episodios                            |
| 2013–2014 | Mi perro tiene un blog                     | Dab                              | 2 episodios                            |
| 2014      | Expelled                                   | Emily                            |                                        |
| 2014      | Enlisted                                   | Britnay Cody                     | 3 episodios                            |
| 2014–2018 | The Thundermans                            | Kelsey                           | 4 episodios                            |
| 2015      | Makeup Call                                | Courtney                         | 12 episodios                           |
| 2015-18   | DC Super Hero Girls                        | Bumblebee, Artemiz               | 52 episodios                           |
| 2017-18   | Guilty Party                               | Tatiana, Naia Santos             | 17 episodios                           |
| 2018      | All Night                                  | Alexis                           | 9 episodios                            |
| 2018      | Escape the Night                           | The Super Spy                    | 9 episodios                            |
| 2018      | Spider-Man                                 | Panda-Mania                      | Episodio Bring on the Bad Guys: Part 1 |
| 2019      | Liza on Demand                             | Jaryn                            | Episodio New Year's Eve: Part 2        |
| 2019      | Get Shorty                                 | Teala                            | Episodio What Else Did God Say?        |
| 2021      | Good Trouble                               | Zelda Grant                      | 4 episodios                            |

## Premios y nominaciones
| Año  | Premio                         | Trabajo                               | Categoría                                                                                 | Resultado |
| ---- | ------------------------------ | ------------------------------------- | ----------------------------------------------------------------------------------------- | --------- |
| 2010 | Premios Young Artist           | Are We There Yet?                     | Mejor interpretación en serie de televisión (Comedia o Drama) - Actriz juvenil de reparto | Ganadora  |
| 2017 | Behind the Voice Actors Awards | DC Super Hero Girls: Hero of the Year | Best Vocal Ensemble in a TV Special/Direct-to-DVD Title or Short                          | Nominada  |
| 2018 | Behind the Voice Actors Awards | Lego DC Super Hero Girls: Brain Drain | Best Vocal Ensemble in a TV Special/Direct-to-DVD Title or Short                          | Nominada  |
| 2018 | Premios Streamy                | Escape the Night                      | Best Ensemble Cast                                                                        | Nominada  |
| 2018 | Premios Shorty                 | -                                     | Mejor YouTuber revelación                                                                 | Nominada  |